# Suriname a 2004. évi nyári olimpiai játékokon
Suriname a görögországi Athénban megrendezett 2004. évi nyári olimpiai játékok egyik részt vevő nemzete volt. Az ország a játékokon 2 sportágban 4 sportolóval képviseltette magát, akik érmet nem szereztek.

## Atlétika
Férfi

| Versenyző     | Versenyszám | Előfutam | Előfutam | Előfutam | Elődöntő | Elődöntő | Elődöntő | Döntő   | Döntő    |
| Versenyző     | Versenyszám | Idő      | Hely.    | Össz.    | Idő      | Hely.    | Össz.    | Idő     | Helyezés |
| ------------- | ----------- | -------- | -------- | -------- | -------- | -------- | -------- | ------- | -------- |
| Cornelis Sibe | 800 m       | 2:00,06  | 8.       | 72.      | kiesett  | kiesett  | kiesett  | kiesett | kiesett  |

Női

| Versenyző       | Versenyszám | Előfutam | Előfutam | Előfutam | Elődöntő | Elődöntő | Elődöntő | Döntő   | Döntő    |
| Versenyző       | Versenyszám | Idő      | Hely.    | Össz.    | Idő      | Hely.    | Össz.    | Idő     | Helyezés |
| --------------- | ----------- | -------- | -------- | -------- | -------- | -------- | -------- | ------- | -------- |
| Letitia Vriesde | 800 m       | 2:01,70  | 4.       | 16.      | 2:06,95  | 8.       | 24.      | kiesett | kiesett  |

## Úszás
Férfi

| Versenyző              | Versenyszám    | Előfutam | Előfutam | Előfutam | Elődöntő | Elődöntő | Elődöntő | Döntő   | Döntő    |
| Versenyző              | Versenyszám    | Idő      | Hely.    | Össz.    | Idő      | Hely.    | Össz.    | Idő     | Helyezés |
| ---------------------- | -------------- | -------- | -------- | -------- | -------- | -------- | -------- | ------- | -------- |
| Gordon Touw Ngie Tjouw | 100 m pillangó | 56,68    | 4.       | 51.      | kiesett  | kiesett  | kiesett  | kiesett | kiesett  |

Női

| Versenyző | Versenyszám | Előfutam | Előfutam | Előfutam | Elődöntő | Elődöntő | Elődöntő | Döntő   | Döntő    |
| Versenyző | Versenyszám | Idő      | Hely.    | Össz.    | Idő      | Hely.    | Össz.    | Idő     | Helyezés |
| --------- | ----------- | -------- | -------- | -------- | -------- | -------- | -------- | ------- | -------- |
| Sade Daal | 50 m gyors  | 29,27    | 8.       | 54.      | kiesett  | kiesett  | kiesett  | kiesett | kiesett  |